# Phobetes fuscicornis
Phobetes fuscicornis är en stekelart som först beskrevs av Holmgren 1856.  Phobetes fuscicornis ingår i släktet Phobetes och familjen brokparasitsteklar. Arten är reproducerande i Sverige. Inga underarter finns listade i Catalogue of Life.